# کورت موشتر
کورت موشتر (آلمانی: Kurt Moeschter; ۲۸ مارس ۱۹۰۳ – ۲۶ ژوئن ۱۹۵۹) قایقران روئینگ اهل آلمان بود.
از افتخارات وی میتوان به کسب مدال طلا در قایقرانی روئینگ دو نفره تک پارو در بازی‌های المپیک تابستانی ۱۹۲۸ اشاره کرد.